# Donja Borina
Donja Borina (en serbe cyrillique : Доња Борина) est une localité de Serbie située dans la municipalité de Mali Zvornik, district de Mačva. Au recensement de 2011, elle comptait 1 515 habitants.
Donja Borina, officiellement classée parmi les villages de Serbie, doit son nom à la rivière Borinska reka.

## Géographie
Par sa population, Donja Borina est la troisième localité de la municipalité ; elle est située à environ 6 km de Mali Zvornik, sur la rive droite de la Drina. Administrativement, le village englobe les hameaux de Batar, Batar Polje, Dedinje, Ribarski, Stojanovići, Petkovići, Krstići, Brezaci, Kikanovići, Filipovići, Andrača, Lepenica, Gučevo (Klisar, Radići et Ilići).

## Histoire

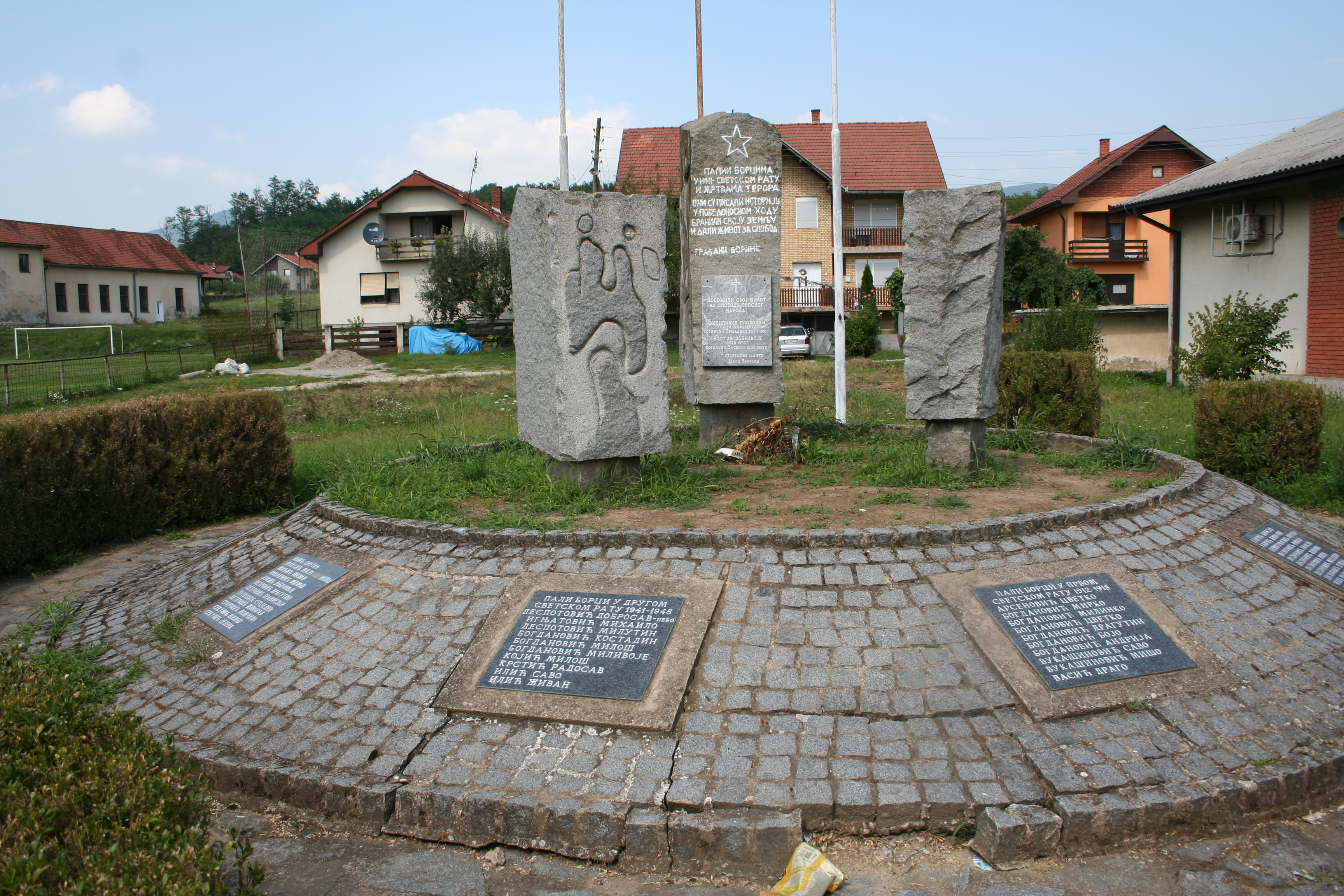
Le Monument aux soldats et aux victimes des guerres de libération

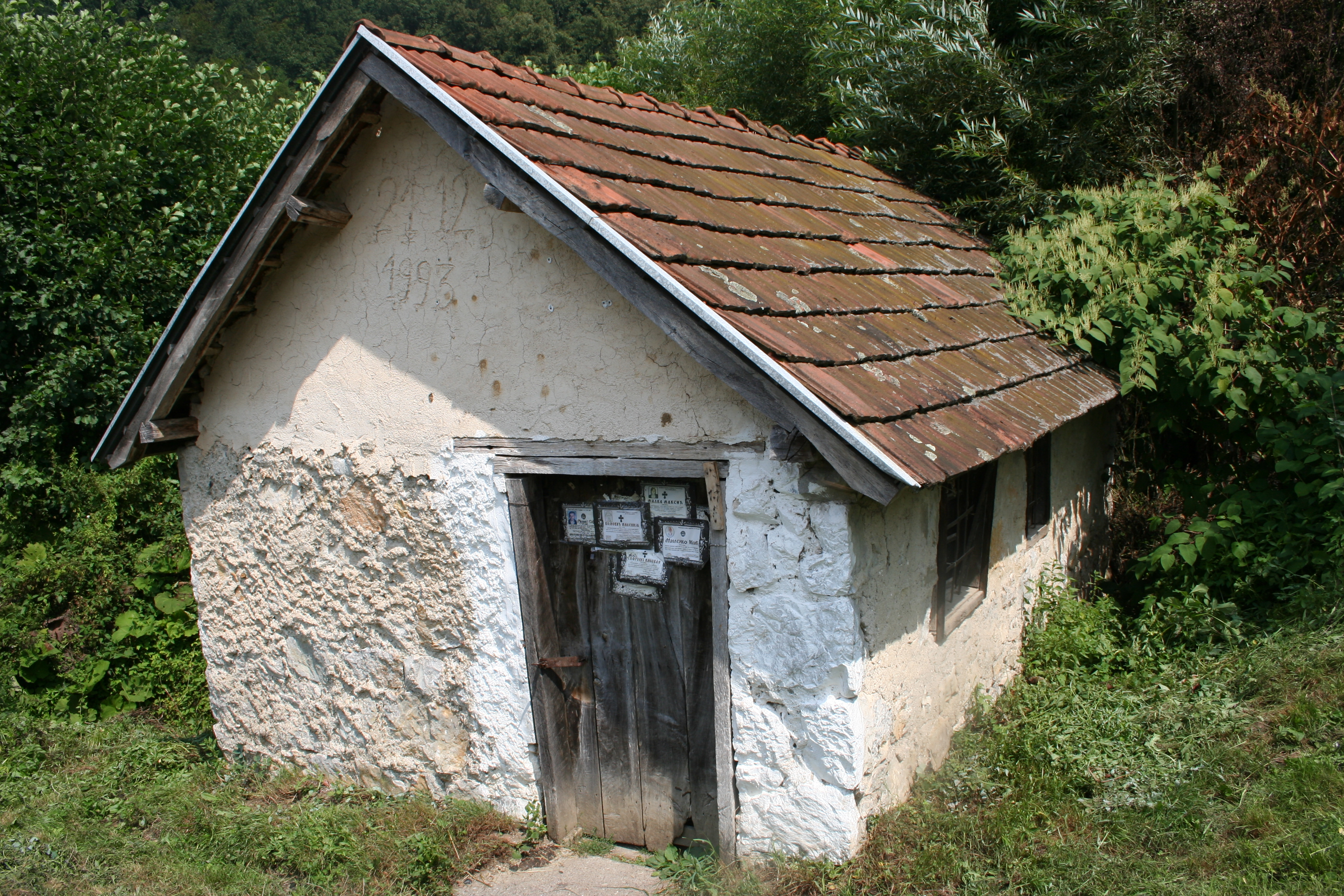
Moulin à Donja Borina
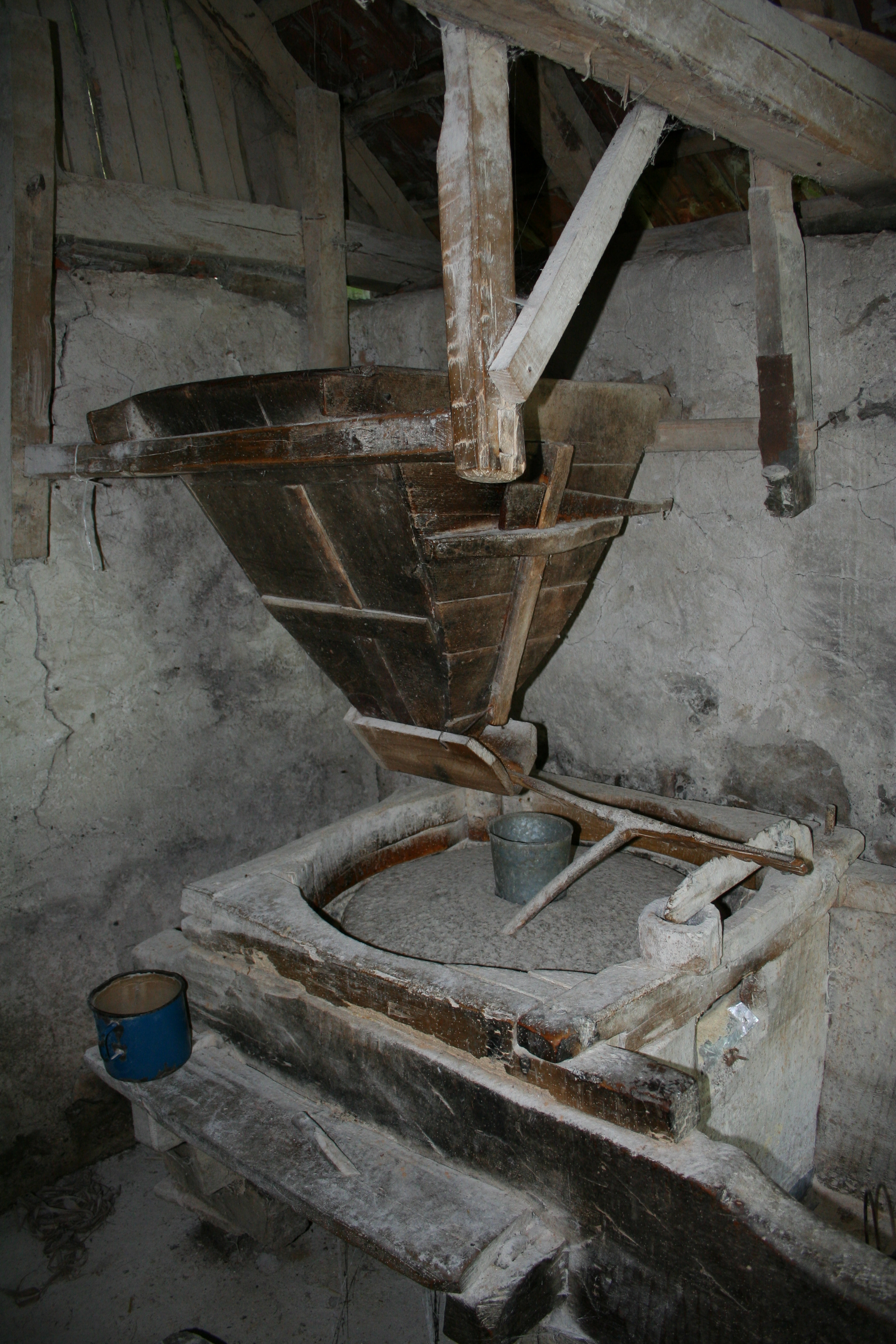
Mécanisme du moulin
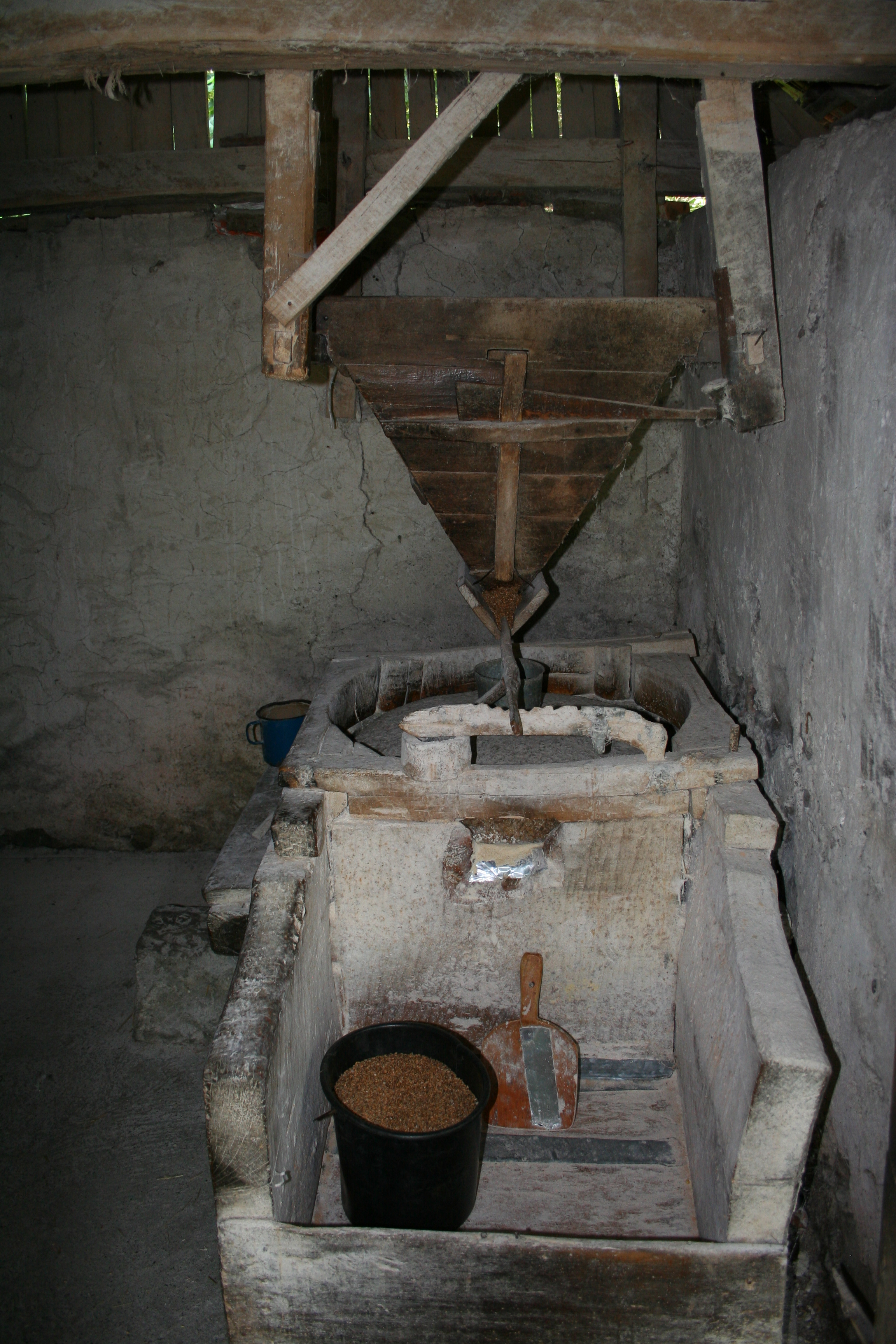
Autre élément du moulin

## Démographie

### Évolution historique de la population
| 1948  | 1953  | 1961  | 1971  | 1981  | 1991  | 2002  | 2011  |
| ----- | ----- | ----- | ----- | ----- | ----- | ----- | ----- |
| 1 187 | 1 290 | 1 395 | 1 446 | 1 521 | 1 707 | 1 731 | 1 515 |

|  |